# Rowett Island
Rowett Island (Wyspa Rowetta) – skalista wyspa długości 800 m, leżąca tuż obok Elephant Island w archipelagu Szetlandów Południowych. Wyspa Rowetta znana jest amerykańskim i brytyjskim żeglarzom od 1822 roku. Swoją nazwę otrzymała od członków ekspedycji Shackletona, na cześć jednego z nich, Johna Quillera Rowetta.